# Srandil
Srandil is een bestuurslaag in het regentschap Ponorogo van de provincie Oost-Java, Indonesië. Srandil telt 835 inwoners (volkstelling 2010).